# 特種電気工事資格者
特種電気工事資格者（とくしゅでんきこうじしかくしゃ）とは、特種な分野の電気工事に従事できることを経済産業大臣が認定する資格である。

## 概要
この資格は、事業用のビルや工場等の自家用電気工作物（最大電力500kW未満の需要設備）のうち、ネオン工事及び非常用予備発電装置工事を行うのに必要な資格である。資格者認定証の交付は工事の種類ごとに行われる。
なお、一般用電気工作物（住宅や小型店舗等）に区分される場合の工事については、第一種または第二種電気工事士の資格にて可能である。

## 区分
- ネオン工事 - ネオン工事を行うために必要な資格
- 非常用予備発電装置工事 - 非常用予備発電装置工事を行うために必要な資格

| 資格                                      | 一般用 電気工作物 | 自家用電気工作物 | 自家用電気工作物      | 自家用電気工作物 | 自家用電気工作物 |
| ----------------------------------------- | ----------------- | ---------------- | --------------------- | ---------------- | ---------------- |
| 資格                                      | 一般用 電気工作物 | 500kW未満        |                       |                  |                  |
| 資格                                      | 一般用 電気工作物 | 右記以外         | 電線路除く・ 600V以下 | ネオン設備       | 非常用 予備発電  |
| 第一種電気工事士                          | ○                 | ○                | ○                     | ×                | ×                |
| 第二種電気工事士                          | ○                 | ×                | ×                     | ×                | ×                |
| 認定電気工事従事者                        | ×                 | ×                | ○                     | ×                | ×                |
| 特種電気工事資格者 （ネオン）             | ×                 | ×                | ×                     | ○                | ×                |
| 特種電気工事資格者 （非常用予備発電装置） | ×                 | ×                | ×                     | ×                | ○                |

## 認定資格
- ネオン工事
  - 電気工事士であって、電気工事士免状（以下「免状」という。）の交付を受けた後、一般用電気工作物又は電気事業法第38条第3項に規定する自家用電気工作物に係る工事のうちネオン用として設置される分電盤、主開閉器（電源側の電線との接続部分を除く。）、タイムスイッチ、点滅器、ネオン変圧器、ネオン管及びこれらの附属設備を設置し、又は変更する工事に関し5年以上の実務の経験を有し、かつ経済産業大臣が定めるネオン工事に関するネオン工事資格者認定講習（以下「ネオン講習」という。）の課程を修了した者。
  - 公益社団法人日本サイン協会が実施する「ネオン工事技術者試験｣に合格し「ネオン工事技術者証」の交付を受けている者又は、平成2年8月31日までに同協会（当時の名称は社団法人全日本ネオン協会）が行った「ネオン工事技術者試験」に合格した者[1]。
- 非常用予備発電装置工事
  - 電気工事士であって、免状の交付を受けた後、電気工作物に係る工事のうち非常用予備発電装置として設置される原動機、発電機、配電盤（他の需要設備との間の電線との接続部分を除く。）及びこれらの附属設備を設置し、又は変更する工事に関し5年以上の実務の経験を有し、かつ経済産業大臣が定める非常用予備発電装置工事に関する非常用予備発電装置工事資格者認定講習（以下「非常用講習」という。）の課程を修了した者。
  - 一般社団法人日本内燃力発電設備協会が実施する「自家用発電設備専門技術者試験（据付工事部門）」に合格し、「非常用予備発電装置工事資格者認定証」の交付を受けている者。

特種電気工事資格者（ネオン及び非常用予備発電装置）の認定講習については、一般財団法人電気工事技術講習センターが行っている。さらに、ネオン工事についてのネオン工事技術者の認定は日本サイン協会、非常用予備発電装置工事についての自家用発電設備専門技術者の認定は日本内燃力発電設備協会においても行われている。